# Перебыковцы
Перебы́ковцы (укр. Перебиківці) — село в Клишковецкой сельской общине Днестровского района Черновицкой области Украины.
До 2020 года входило в Хотинский район
Население по переписи 2001 года составляло 2292 человека. Почтовый индекс — 60010. Телефонный код — 3731. Код КОАТУУ — 7325086401.